# Studios Decca
Les studios Decca sont un ancien studio d'enregistrement situé dans le quartier londonien de West Hampstead, au Royaume-Uni.
Fondés en 1928, ils doivent leur nom à la maison de disques Decca Records, qui en est propriétaire. Ils ferment leurs portes après le rachat de Decca par Polygram, en 1980.
C'est dans ces studios que se déroule l'audition manquée des Beatles, le 1er janvier 1962.

## Liste d'albums enregistrés aux studios Decca
- The Rolling Stones (EP) des Rolling Stones (1964)
- Along Came Jones de Tom Jones (1965)
- The Angry Young Them de Them (1965)
- Blues Breakers with Eric Clapton de John Mayall (1966)
- David Bowie de David Bowie (1967)
- Days of Future Passed des Moody Blues (1967)
- Matthew and Son de Cat Stevens (1967)
- New Masters de Cat Stevens (1967)
- Blues from Laurel Canyon de John Mayall (1968)
- The Cheerful Insanity of Giles, Giles & Fripp de Giles, Giles & Fripp (1968)
- Fleetwood Mac de Fleetwood Mac (1968)
- In Search of the Lost Chord des Moody Blues (1968)
- On the Threshold of a Dream des Moody Blues (1969)
- Stonedhenge de Ten Years After (1969)
- To Our Children's Children's Children des Moody Blues (1969)
- A Question of Balance des Moody Blues (1970)
- In the Land of Grey and Pink de Caravan (1971)
- Thin Lizzy de Thin Lizzy (1971)
- Vagabonds of the Western World de Thin Lizzy (1973)
- Mirage de Camel (1974)